# 3877 Braes
3877 Braes este un asteroid din centura principală, descoperit pe 24 septembrie 1960 de PLS.